# 3298 Massandra
3298 Massandra (1979 OB15) là một tiểu hành tinh vành đai chính được phát hiện ngày 21 tháng 7 năm 1979 bởi N. Chernykh ở Nauchnyj.